# 中屋町 (西宮市)

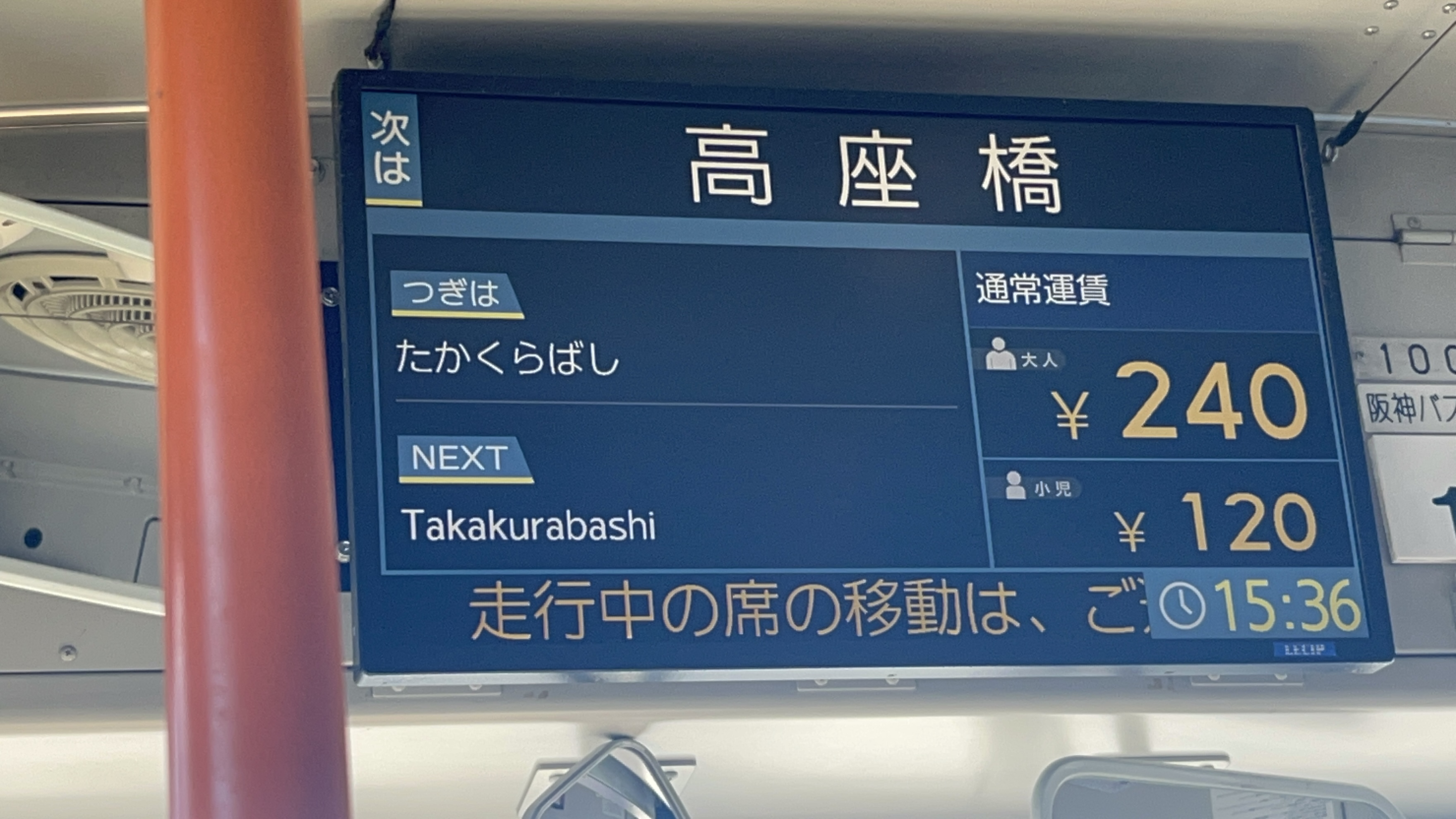
阪神バス高座橋停留所案内

中屋町（なかやちょう）は、兵庫県西宮市にある町丁。郵便番号は662-0868。座標: 北緯34度45分02.404秒 東経135度20分40.156秒 / 北緯34.75066778度 東経135.34448778度

## 地理
東は広田町、西は大社町、南は柳本町、北は高座町・広田町と隣接している。

## 交通

### 鉄道
鉄道は走っていない

### バス

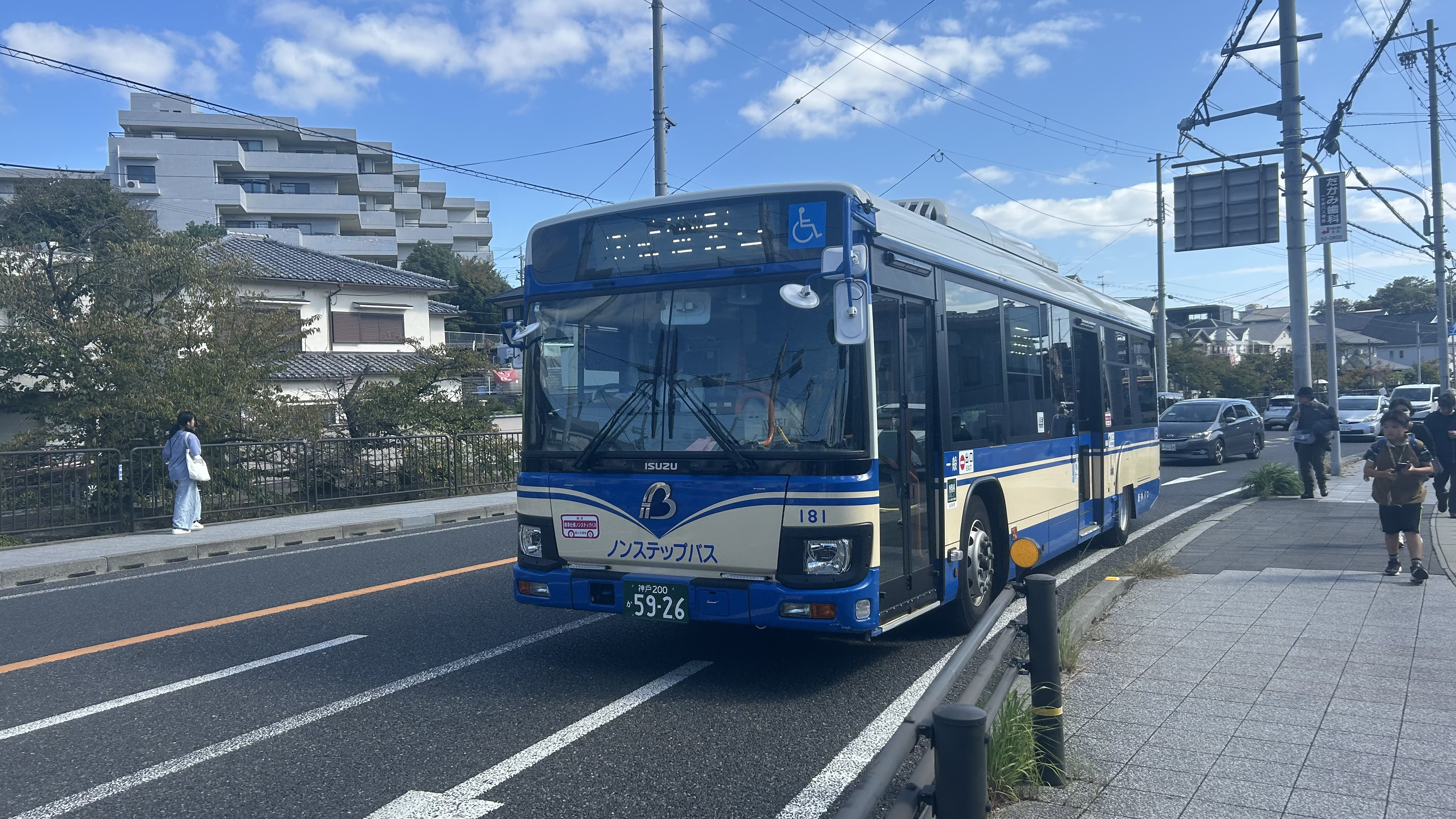
西宮山手線
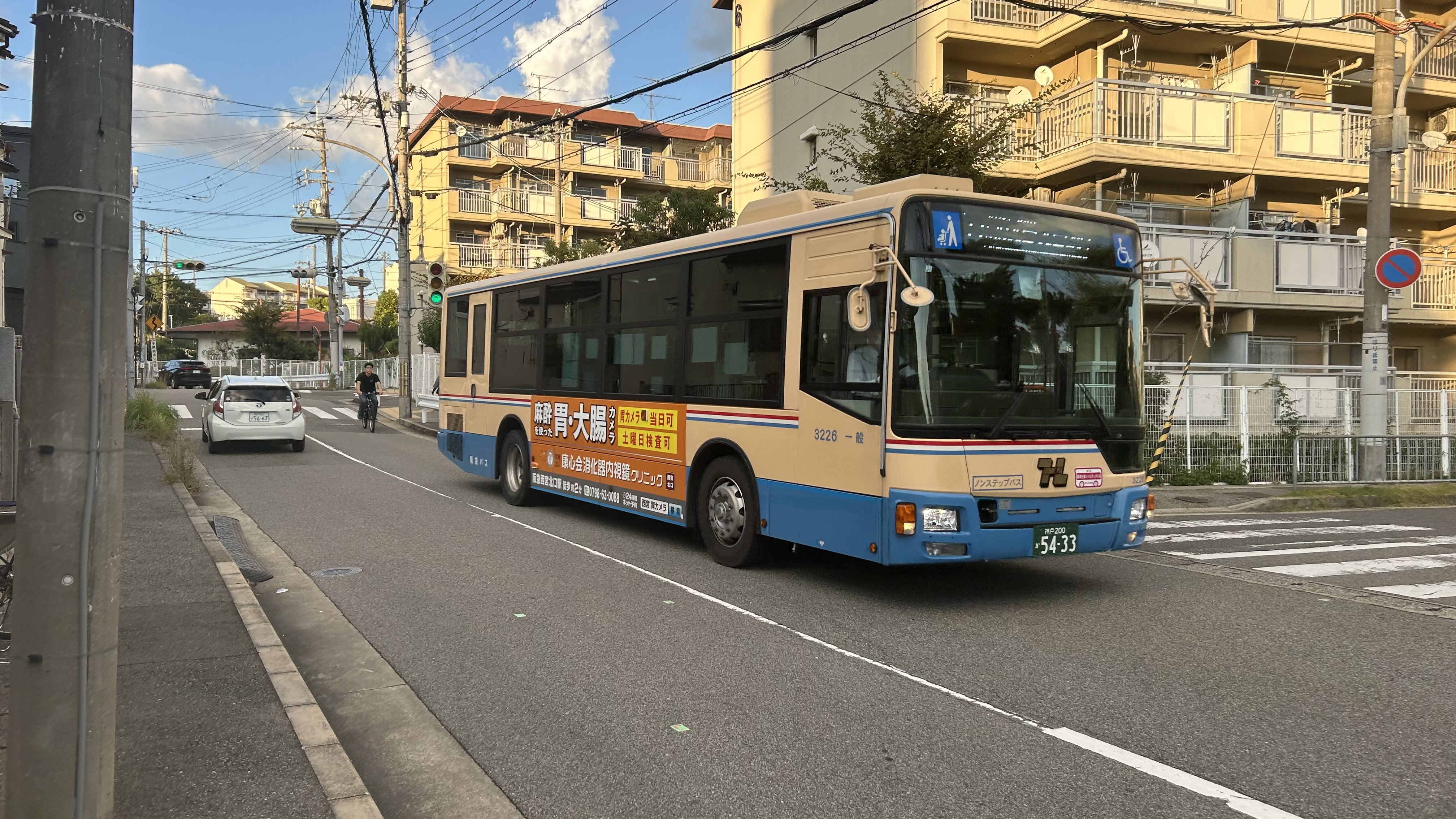
11系統

| 路線名     | 業者     | 起点         | 町内の停留所             | 終点           |
| ---------- | -------- | ------------ | ------------------------ | -------------- |
| 西宮山手線 | 阪神バス | (環状)       | (柳本町)-高座橋-(大社町) | (環状)         |
| 鷲林寺線   | 阪神バス | (環状)       | (柳本町)-高座橋-(大社町) | (環状)         |
| 11         | 阪急バス | 阪急甲東園駅 | (大社町)-高座橋-(柳本町) | 阪急西宮北口駅 |
| 12         | 阪急バス | 阪急甲東園駅 | (大社町)-高座橋-(柳本町) | 阪急西宮北口駅 |
| 16         | 阪急バス | 阪急甲東園駅 | (高座町)-高座橋-(柳本町) | 阪急西宮北口駅 |
| 19         | 阪急バス | 阪急甲東園駅 | (高座町)-高座橋-(柳本町) | 阪急西宮北口駅 |

- 西宮山手線
- 11系統

## 校区
出典:
| 区域 | 小学校     | 中学校     |
| ---- | ---------- | ---------- |
| 全域 | 広田小学校 | 平木中学校 |

## 施設
- 西宮広田郵便局